# CRパチンコ必勝ガイド
CRパチンコ必勝ガイド～古代P文明の秘密（-ぱちんこひっしょうがいどこだいぴーぶんめいのひみつ）は、2001年8月にテクモ（現・コーエーテクモウェーブ）が開発し、サンセイアールアンドディが発売した冒険家を主人公としたCR機デジパチ。『パチンコ必勝ガイド』とのタイアップ機。

## 概要
- 『パチンコ必勝ガイド』が企画し、読者からアイディアを公募して実現した。演出の一部は読者投稿から採用されている。当時、ライバル誌である『パチンコ攻略マガジン』の記事では「お手並み拝見」などと記事にされ、一方『ガイド』では「規定上の制限から100%の考えが実現できなかった」と本機を自評している。
- 業界初の「雑誌とのタイアップ機」でもある。
- 雑誌が元ネタとなった他の例として、『ウルトラパチスロ必勝ガイド』（『パチスロ必勝ガイド』増刊号）の「夢のCRパチスロ、『CR金閣寺3』」のネタ記事から『実機パチスロ徹底攻略SPEED CR金閣寺3』（1998年3月、カルチュア･パブリッシャーズ（現・ディースリー・パブリッシャー）、プレイステーション用ゲームソフト）のゲーム化を経て『必勝金閣寺物語』（パチスロ機、2002年、高砂電器産業（現・コナミアミューズメント））として現実のスロット機となった。

## スペック
- 『CRパチンコ必勝ガイド』（2001年8月）
  - 大当たり確率 1/315.5 確率変動中 1/63.1
  - 確率変動割合 50%（図柄「1、3、5、7、9、シンボル（赤）」の大当たりで確率変動、次回大当たりまで継続）
  - リミッター 大当たり256回
  - 賞球数 5&10&15 大当たり15R10C

※大当たり確率の値はメーカー発表

## 演出
- 「3分間リーチ」-大当たり確定。その名の通り演出時間に3分間かかる。

## 登場人物
ククル
ヒロイン。「ケーくん」を帽子にかぶっている。
オーサキ
主人公。古代P文明の秘密を探るため旅をする冒険家。『パチンコ必勝ガイド』編集長（当時）、大崎一万発がモデル。
スエイ神官
古代P文明の遺跡を守る神官。末井昭がモデル。